# Баяндэлгэр (Туве)
Баяндэлгэр (монг. Баяндэлгэр) — сомон аймака Туве, Монголия.
Центр сомона — посёлок Баяндэлгэр находится в 100 километрах от города Зуунмод и в 110 километрах от столицы страны — Улан-Батора. Здесь установлен памятник национальному поэту Нацагдоржу.
Есть железнодорожная станция, дома отдыха, школа, больница, культурный и торгово-обслуживающий центры.

## История
Сомон был основан в 1923 году из территории хошуна Дархан-чинвана Пунцагцэрэна бывшего Тушэту-ханского аймака, получив первоначальное название Гун (Гүн). В 1924 году был переименован в часть горы Баяндэлгэр — Баяндэлгэр-Уулын. Современное название приобрёл в 1931 году. В 1956 году был объединён с сомонами Эрдэнэ и Баян, однако в 1959 году всеДош три сомона были основаны вновь.

## География
Северо-западная часть сомона — горная, юго-восточная часть представляет собой долину реки Керулен. Также есть реки и озёра Хуцаа, Байдраг Хужиртай, Правая и Левая Бурх, родники Бурх и Байдлаг. Имеются леса. На территории сомона водятся лоси, олени, кабаны, медведи, волки, лисы, дикие степные кошки, норки и тарбаганы.
Климат резко континентальный. Средняя температура января −25°С, июля 15°+20°С. В год в среднем выпадает 257 мм осадков.
Имеются запасы золота, олова, сырья для строительных материалов.

## Экономика
Работает угледобывающее месторождение «Багануур».
В сомоне сеют кормовые растения, овощи и фрукты. По состоянию на 2007 год, насчитывается 72 000 голов скота.

## Известные уроженцы
- Дашдоржийн Нацагдорж (1906—1937) — писатель, основоположник современной монгольской литературы.
- Санжийн Батаа (1915—1982)  — монгольский политический, государственный и военный деятель. Министр обороны МНР.